# Виндингстад, Оле
Оле Виндингстад (норв. Ole Windingstad; 17 мая 1886, Саннефьорд, Норвегия — 3 июня 1959, Кингстон, штат Нью-Йорк) — норвежско-американский композитор и дирижёр.
Учился в Осло, затем в Лейпциге как пианист и органист. С 1905 г. жил и работал в США. Виндингстад в значительной мере считал себя посланником скандинавской музыки: в 1913 г. он основал и до 1939 г. возглавлял в Нью-Йорке Скандинавский симфонический оркестр (англ. Scandinavian Symphony Orchestra), с 1926 г. преподавал в норвежском колледже Святого Олафа в Нортфилде, штат Миннесота. После работы в Новоорлеанском симфоническом оркестре (1939—1944) Виндингстад одновременно с непродолжительным руководством Симфоническим оркестром Олбани (1945—1947) возглавил небольшой полулюбительский оркестр округа Датчесс в штате Нью-Йорк, которым руководил до конца жизни. С этим оркестром Виндингстад добился значительных успехов — дав, в частности, 29 октября 1953 г. концерт в Карнеги-холле, полностью составленный из произведений норвежских композиторов (Эдварда Грига и Спарре Ольсена). Определённый резонанс имело также исполнение оркестром сюиты Прокофьева «Петя и волк», в котором в роли чтеца выступила жена президента США Элеонора Рузвельт.